# Kojetice (ort i Tjeckien, Mellersta Böhmen)
Kojetice är en ort i Tjeckien.   Den ligger i regionen Mellersta Böhmen, i den centrala delen av landet, 18 km norr om huvudstaden Prag. Kojetice ligger 185 meter över havet och antalet invånare är 620.
Terrängen runt Kojetice är platt. Runt Kojetice är det mycket tätbefolkat, med 1 754 invånare per kvadratkilometer. Närmaste större samhälle är Prag, 17,8 km söder om Kojetice. Trakten runt Kojetice består till största delen av jordbruksmark.